# Larinia dinanea
Larinia dinanea är en spindelart som beskrevs av Yin et al. 1990. Larinia dinanea ingår i släktet Larinia och familjen hjulspindlar. Inga underarter finns listade i Catalogue of Life.